# 驅魔少年角色列表
日本漫畫《驅魔少年》人物列表。

## 黑教團

### 驅魔師
亞連·沃克（Allen Walker）
配音員：小林沙苗 / 村瀨步〔HALLOW〕（日本）；何志威（台灣）
本作主人公。
英語：Allen Walker，是星野桂所創作的日本漫畫《驅魔少年》中的主人公，根據漫畫改編的同名動畫片及其續作《驅魔少年HALLOW》也都是以他為主角。此外，亞連還在三部輕小說、兩種電子遊戲和多種跨界格鬥遊戲中亮相。漫畫背景設在19世紀的地球，亞連·沃克隸屬少年軍人兼驅魔組織黑教團。亞連是該組織的驅魔師，可以用人稱「Innocence」的神秘物件對抗惡魔「Akuma」。亞連最初使用的武器是一條巨大的左臂，還能隨時間推移進化，發展出新的能力。《驅魔少年》中的亞連使用超能力同創造惡魔大軍毀滅世界的千年伯爵對抗，同時打擊追隨千年伯爵並且擁有超能力的諾亞一族。亞連還在經過一系列的歷險後得知自己同諾亞一族有關連，有可能會變成他們。
神田優（Yu Kanda）
配音員：櫻井孝宏／佐藤拓也、代永翼〔少年時代〕〔HALLOW〕（日本）；吳文民／于正昌、林美秀〔少年時代〕〔HALLOW〕（台灣）
黑教团的驱魔师（裝備型→結晶型）。目前為狄耶特元帥的搜索部隊。
日本人（此為第二使徒實驗教團方製作的假資料）。
身高175cm → 181cm。體重61kg。
6月6日出生。（此為第二使徒實驗教團方製作的假資料）雙子座。AB型。
對亚连存有敵對意識的驱魔师，初次登場時因誤認亚连是千年伯爵一夥而攻擊對方。常常稱呼亚连為「豆芽菜」而讓他感到不滿，和艾連（幾乎所有人）也合不來，一切以任務為重，對於因感情用事而身受危機的同伴置之不理。在艾連、利娜莉、拉比之中年齡最大。喜歡的食物是蕎麥麵、天婦羅（喜歡的材料是：南瓜、燈籠椒和蓮藕），討厭甜食，只要有人吃了他的蕎麥麵，他會毫不留情砍殺對方（曾因此破壞了科姆林1號）。神情冷漠，有一頭烏黑的長髮（動畫中為深藍色），髮尾呈切平的模樣，常紮成馬尾，頭髮是直接用肥皂洗的，從來未用過洗髮乳或潤髮乳，艾連在在第四卷的談話室Vol.2中稱他為「馬尾」。
有著驚人的復原能力，在小說版中對於惡魔血中所含的病毒也有很高的耐受力，胸前的梵印和他的生命力有關聯。對別人的態度非常冷淡，最討厭別人直稱其名字「優」，不和利娜莉頂嘴。於方舟大戰後，因為艾連的「奏者」能力使其重生。由神田的記憶中可知自己是以死去的驅魔師屍體，重新再生所誕生的（也就是第二使徒計畫），因此時常看到前世的幻影，在所看到的幻影中有一名女性似乎是前世的戀人。
對惡魔武器為日本刀「六幻（Mugan）」，未發動前為黑色，發動後刀刃為銀白色，能將自身力量凝聚刀刃使出強力斬擊（動畫中刀刃纏有金色光芒）。
招式『災厄招来·界蟲一幻』大量的四眼蟲狀生物從刀鋒飛出攻擊敵人。
『災厄招来「二幻刀」』六幻化為雙刀，二刀流攻擊。
『二幻式「八花螳螂」』以二幻刀發動的遠程劍氣八連斬。
『三幻式』吸收神田的生命力作為攻擊能量。
『四幻式』第195話中，對付阿爾瑪·卡爾瑪時使用。詳細能力不明，使用時瞳孔會產生變化。
『五幻式』第196、197話中，對付阿爾瑪·卡爾瑪時使用。分別是「五幻·裂閃爪」、「五幻·爆魄斬」使用時髮色會變為淺紫色。
之後身分開始明朗化 為九年前中央廳所控制的人造使徒計畫所誕生的實驗體，而阿爾瑪·卡爾瑪體內的靈魂正是他去世前的戀人，最後在發現阿爾瑪的真身，被艾連用方舟傳送離開。事件結束後出現在法國與利娜莉和瑪利相會並被帶去亞洲支部，之後讓自己的「六幻」變成結晶型。回到黑色教團本部後私自跑出去協助喬尼‧吉爾尋找艾連，尋獲艾連後再陪他們擺攤時遇上自立型INNOCENCE的攻擊記憶差點遭到竄改，在狄耶特元帥的建議之下接任元帥一職。
（Lenalee Lee）
配音員：伊藤靜／加隈亞衣〔HALLOW〕（日本）；丘梅君／林美秀〔HALLOW〕（台灣）
黑教團的驅魔師（裝備型→結晶型）。目前為克勞斯搜索部隊。
中國人。身高166cm → 168cm、體重48kg。
2月20日出生。雙魚座。血型B型。17歲。 科穆伊的妹妹。心地善良，常為同伴著想。與艾連、神田、拉比相較之下頭腦最好。
初登場為深綠的長髮雙馬尾，直到和LEVEL3惡魔戰鬥後被燒成短髮，頭髮已經開始在慢慢留回以前的長度中。
作為驅魔師的她也被稱為室長的助手，會幫忙哥哥工作。在教團中是相當珍貴的女性驅魔師。團服則設計成短裙，與其他驅魔師的團服相比防寒效果較低，出任務時在團服外常還會再穿上一件外套，第二代的團服則改為貼身的短褲，但在第三代又改回短裙樣式。
過去雙親被惡魔殺害之後，作為對惡魔武器「黑靴（Dark Boots）」的適合者被強行帶入黑教團。由於小時候的一些回憶，對魯貝利亞懷抱著一定的恐懼。每次魯貝利亞一出現在總部，便會躲到神田身邊。
對惡魔武器為裝備型的「黑靴（Dark Boots）」。如其名在平常時是做為普通的靴子使用，利巴班長曾形容其發動「彷彿蝴蝶在空中飛舞，鋼鐵般的破壞力墜落地面」。使用其「黑靴」連續踢擊便可在空中自在的飛行，不管是陸、海、空隨處都可以使用。
常用招式為『圓舞·霧風』，咎落篇時用的『音枷』，以『音枷』發出的聲音為動力，達成音速移動。
和LEVEL3惡魔進行海上之戰時用的『水枷』，發動時可在水面行動；最大解放的『失墜之踏技--鐵枷』，以『失墜』為力量，發出強大力量攻擊。
前往江戶在海上與LEVEL3惡魔戰鬥後其聖潔為了保護利娜莉而結晶化，但因為裝備損壞的關係而在方舟大戰時處於完全無法戰鬥的狀態。在諾亞和LV4進攻黑色教團時，喝下液化的INNOCENCE，通過血液從雙腳流出重新獲得「黑靴」。其武器的進化特徵與裝備型或寄生型都不符合，李蓋梅將其暫時定名為『結晶型』，為裝備型之進化型，擁有介於裝備型與寄生型之間的威力，外型從靴子變為血紅色的腳環。狄耶特元帥認為這是神想讓驅魔人變強的方法。
在艾連離開黑教團的時候追趕上去並試圖挽留他，但還是被艾連拒絕。於神田來到亞洲支部時將神田的INNOCENCE液體以拍手包住的方式制止神田喝下，希望已經「自由」的神田可以考慮不必勉強成為驅魔師，在神田說出自己意識並選擇繼續當驅魔師就是自己所想的自由後，將利娜莉手中的聖潔連同帶手一起喝下，讓當場的科穆伊與莫‧張完全傻住。
拉比（Lavi）
配音員：鈴村健一／花江夏樹〔HALLOW〕（日本）；陳宏瑋／林正騏〔HALLOW〕（台灣）
黑教團的驅魔師（裝備型）。目前為克勞斯搜索部隊。
身高177cm → 185cm。體重64kg。
有著多個不同種族的血統。18歲。8月10日出生。獅子座。血型O型。
書人的繼承人。喜好10～40歲之間的女性，例如利娜莉、艾利亞迪、安妮塔等。真正的名字在繼承書人之後便捨棄。一般稱為「拉比」或是「Jr.」。性格較為輕佻，頭腦不錯，有將事情紀錄下來的習慣，跟隨現任書人為記錄歷史才待在教團。而他的右眼則戴著黑色的眼罩，是不是瞎了仍然未明，至於為甚麼戴眼罩、右眼的謎底是什麼目前還無法得知。
對惡魔武器為「大槌小槌（OzuchiKozuchi）」。為一把擁有槌子外型的INNOCENCE，其變形為將槌體巨大化的「滿」以及將握柄伸長縮短的「伸」。第2解放狀態則可以選擇特定帶有屬性影響的攻擊方式，稱為「判」。當他發動『判』時周圍會出現圈圈，圈圈中有『天』、『地』、『火』和『木』其他都是問號（代表未覺醒的『判』）（驅魔少年小說2有出現過『水』）他想發動哪種判就會用槌子捶再圈圈中，圈圈中對應的『判』便會啟動。在INNOCENCE解放的狀態時，拉比本人感覺不到重量的變化，但如果其他人持有則重量會隨槌子的變形大小而改變重量。目前正為了記錄而與艾連一起並得知艾連和第14號的關係。
雖然書人常常提醒拉比他們和黑教團的人並非同伴，可是拉比的内心卻逐漸改變了。
方舟大戰時與蘿特一戰，被蘿特利用了其心中的迷茫將其困在「夢」中導致心靈崩潰，之後靠著自己的意志以及自己已經決定好的道路讓自己重新振作起來。在拉比的記憶中提到過，記錄人每次更換地點時都會改另一個假名，拉比為第49個假名，第48個為狄克。
回到黑教團以後依然在調整自己的心態中。
在艾連逃出教團的事件裡和書人被挪亞給抓去，目前被囚禁中。
書人（Bookman）
配音員：青野武／大塚芳忠〔HALLOW〕（日本）；吳文民／蔣鐵城〔HALLOW〕（台灣）
黑教團的驅魔師（裝備型）。目前為克勞斯搜索部隊。
年齡大約88歲，因為眼睛附近的妝化的比較濃，被拉比經常稱為「熊貓」。
擅長中國的針灸技術，經常以此為受傷的同伴治療。
對惡魔武器為「天針（Heaven Compass）」。常用攻擊招式為「北之罪」，把整副針投向目標。另有輔助防禦招式「東之罪」，以針包圍所保護的對象。
認爲自己只是爲了記錄所以剛好成爲黑教團的一份子而已，所以不把黑教團的人視爲同伴。
曾因科學班的藥水與利娜莉一起變成說話是貓叫聲，頭髮變兔耳
對克勞斯所說的「這場戰爭有隱情」似乎知道些什麽，但連拉比也無法從其口中問出相關的事情。
在艾連逃出教團的事件裡和拉比被挪亞給抓去，目前被囚禁中。
（Miranda Lotto）
配音員：豊口惠／小清水亞美〔HALLOW〕（日本）；楊凱凱／琦兒〔HALLOW〕（台灣）
黑教團的驅魔師（裝備型）。
德國人，26歲，身高168cm，體重45kg
1月1日出生，魔羯座，血型是O型。
自小一無事處，一直被人稱作不幸女，曾因不停被解僱而連續十天處於失眠狀態。在她第100次失業的那一天向由INNOCENCE製成的大鐘說「明天不來也無所謂了」，所以整條街有34天停留在10月28日，不停地重覆當天的事情，成為「时间逆轉之街」。
雖然如此，在看到艾連爲了守護她而傷痕累累后，第一次興起守護他人的想法，因此成功發動INNOCENCE。
對惡魔武器為「刻盤（Time Record）」，是由大鐘的INNOCENCE部份製成。可以吸收一定範圍內的時間，使得該範圍內的事物永遠維持在某一特定時間的狀況，因此可以作為治療者使用。但停止發動後，有效時間內受到的全部傷害將重新出現，因此對於致命傷是沒有用的。
除了吸收時間外，也可以對一定空間進行「時間停止（Time Out）」，時間被停止的空間將被封鎖起來，惡魔的一切攻擊都無法侵入。但此能力對米蘭達的體力需求極高，故只可短暫使用，她曾有兩次在發動後體力透支而暈倒。
（Arystar Krory）
配音員：岩田光央／杉山紀彰〔HALLOW〕（日本）；曹冀魯／蔣鐵城〔HALLOW〕（台灣）
- 黑教團的驅魔師（寄生型）。目前為克勞斯搜索部隊。

羅馬尼亞人，29歲，身高190cm，體重77kg
12月1日出生，射手座，血型是AB型。
受祖父的影響，性格偏向自悲，鎮上居民因誤會他是吸血伯爵，一直躲在城堡中生活，因此對外面的世界非常陌生容易受騙。
因為被INNOCENCE寄生的關係而四處襲擊偽裝成村民的惡魔，也讓鎮上的居民更堅信他是吸血鬼，在襲擊惡魔艾莉亞蒂時突然恢復了理智並愛上了艾莉亞蒂，認為艾莉亞蒂是第一個接受他的人，就算知道其身分是惡魔也依舊愛著她，同時因為艾莉亞蒂有意的誤導，因此認為自己是真正吸血鬼。之後面對化為惡魔型態攻擊艾連和拉比的艾莉亞蒂與之戰鬥並親手殺死了她，事件結束後成為驅魔師，並在離開前將過去住的城堡給完全炸毀，並告別這裡。起初之所以成為驅魔師是因為如果不這樣做的話就找不到殺死艾莉亞蒂的理由。
對惡魔武器是一副尖利牙齒的寄生型INNOCENCE，INNOCENCE發動狀態時不但外貌會有些許的變化性格也會有大轉變，跟本來的性格差異甚大。可以吸取惡魔的血液而獲得肉體各方面的強大力量（身體虛弱受傷時吸食過多的話會因INNOCENCE來不及淨化完全而自己暫時遭到病毒侵蝕的狀況），因血液中混合著INNOCENCE所以能把自己的血液注入到惡魔的體內，產生強烈的毒素擊倒惡魔。
在方舟大戰時面對賈斯戴洛及大衛的能力下發生過INNOCENCE捨棄其因受重傷而無法動彈的身體，僅僅靠控制其血液來與挪亞戰鬥的狀況，並發威出超越肉身狀態下更強的戰鬥力擊倒「賈絲大衛」。於方舟大戰後，因為艾連的「奏者」能力使其重生。
面對艾連逃離教團的事情後一直處於INNOCENCE發動狀態，旁人認為這是因為柯洛利害怕要是變回本來自己的話，可能會承受不住艾連不在的心情而淚流滿面。
迪夏·巴里（Daisya Barry）
配音員：家中宏、比嘉久美子〔少年時代〕
土耳其人，19歲，身高169cm
4月5日出生，牡羊座，血型是A型。
黑教團的驅魔師（裝備型）是狄耶特元帥的弟子，小時候對於囉嗦的母親、討厭的父親及弟妹感到難以忍受，夢想著成為足球選手。之後被狄耶特元帥發現其為適合者，幾經勸說之下踏上驅魔師之路。
對惡魔武器是「憐人之鐘（Charity Bell）」，是由迪夏離開家鄉時帶走的門鈴製作成的裝備型INNOCENCE，發動狀態能當作足球踢出，同時產生音波破壞惡魔。
在巴塞隆納時因為隱約察覺帝奇·米克的真實身分而發動攻擊，反而導致憐人之鐘遭到對方破壞，自己也命喪其手，在對於沒有虛度一生而感到滿足後瞑目而終。
斯曼·達克（Schuman Dark）
配音員：鄉田穗積
德國人，33歲，身高177cm
5月16日出生，金牛座，血型是O型。
黑教團的驅魔師（寄生型），已婚，育有名叫潔美的女兒。因為是在非自願的情況下來到教團的，所以除了作為西洋棋友的喬尼·吉爾以外，對待其他人的態度頗為冷淡。
對惡魔武器是寄生型的右腕，發動狀態下會變成帶有出風口的擬似機械手外觀，能夠吹出含有INNOCENCE的風來破壞惡魔。
過去原本跟家人幸福的生活在一起，原本不想要成為驅魔師，也不希望參與驅魔師和惡魔的戰爭中。但是因爲女兒潔美因為罹患罕見的疾病，加上在因為某種原因被INNOCENCE所選中而成為適合者。所以在為了治好女兒的情況下不得:不跟家人分開成為驅魔師。
在印度遭遇帝奇·米克並發生戰鬥，由於歷經同行的驅魔師同僚卡沙·李德及查克·拉朋陣亡，加上心中想著「不想死」、「想再見到家人與女兒」的意念驅使下將黑教團的情報洩漏給帝奇下逃過一劫，卻因此被INNOCENCE給視為背叛者而遭到降咎。雖然在亞連強行切斷INNOCENCE連結後活下來卻也失去心，隨後被帝奇事先寄生在內部的蝴蝶形食人魔偶「迪茲」將身體吞噬殆盡。
（Chaozii Han）
配音員：宮野真守／岡本寬志〔HALLOW〕（日本）；于正昌〔HALLOW〕（台灣）
原為中國協力者船上的船員，於前往日本途中的對惡魔大戰中僥倖成為極少數存活者之一，其後跟隨驅魔師。
對惡魔武器為裝備型的「洗禮之腕輪」，其詳細能力不明，根據推測為近戰力量類型。
在方舟之戰中因想保護別人的信念，和科羅·迪艾度魯元帥發出至方舟的INNOCENCE產生共鳴，發動後為擁有怪力的裝備型保護艾連等人。
由於所尊敬之人與同伴（指中國協力者安妮塔等人）的犧牲，對惡魔和挪亞有相當程度的恨意。在方舟内因爲艾連打算拯救帝奇‧米克而和艾連起衝突，到目前為止都無法真正諒解艾連。
（Timothy Hearst）
配音員：矢作紗友里（日本）；石薇〔HALLOW〕（台灣）
配音員（憑神）：真殿光昭；何志威〔HALLOW〕（台灣）
法國人，9歲。
黑教團的驅魔師（寄生型）。
5月7日出生，血型AB型，身高142cm。
原本的頭髮是棕色，之後因為INNOCENCE的影響而變成水藍色。
對惡魔武器為寄生型的「憑神」，能附身於惡魔體內將其INNOCENCE化，並使用該惡魔的能力進行戰鬥（但最高只能附身等級2的惡魔，而且自己的身體會暫時處於失去意識的狀態）。
由於其父親過去曾為了隱藏贓物而逼他把贓物吞下，導致他因此成為INNOCENCE的適合者。在決定加入教團後，為感念孤兒院的養育之恩，便以孤兒院的名稱作為自己的姓氏。
在加入黑教團前為巴黎哈斯特孤兒院生活的少年，為幫助因財政困難而陷入倒閉危機的孤兒院，私下利用附身能力附於他人身上並化身為怪盜G，並四處盜竊以換取金錢，並把換取來的金錢匿名寄至孤兒院。加入黑教團後成為可蘿德‧奈因元帥的弟子。

### 元帥
（Cross Marian）
配音員：東地宏樹／最上嗣生〔HALLOW〕（日本）；陳宏瑋／于正昌〔HALLOW〕（台灣）
身高195cm，體重82kg，生日為7月31日，獅子座，血型AB型。
黑教團的驅魔師，五元帥之一，亞連‧沃克的師父，手持多個INNOCENCE尋找適合者。
在成為驅魔師之前是位科學家，同是亦是一位魔導士，有能夠改造惡魔的能力。
持有大型左輪手槍外型的裝備型武器「斷罪者（Judgement）」，同時擁有寄生型INNOCENCE的女性遺體「聖母之柩（Grave of Maria）」。
為了生活費常向情人和朋友欠下巨額債務，其債務一概由身為弟子的艾連幫他清還。甚至在江戶吃喝玩女人留下帳單給追殺他的挪亞－賈絲大衛還款。
自四年前接到毀滅惡魔製造工廠之任務起與黑教團失去聯絡，其原因討厭回去。在印度修行時認可艾連為驅魔師後，用槌子擊暈他並留下影像記錄的魔偶迪姆恰比後逃之夭夭。
於方舟大戰之中現身，告知艾連是擁有第14號「奏者」資格的人。
在告知艾連為記憶的宿主後被獨立型INNOCENCE「被隱藏之物/Apocryphos」暗殺，但由於未找到遺體故現在判定生死不明，同時現場所遺留的斷罪者經過赫布勒絲的檢查，已不承認克勞斯為其適合者。
曾與約定，在「第14號」去世後繼續守護其親哥哥馬納·沃克。
（Froi Tiedoll）
配音員：土師孝也（日本）
法國人，41歲，身高180cm，體重70kg
4月19日出生，白羊座，血型O型。
黑教團的驅魔師五元帥之一，前職為藝術家，神田、馬力、迪夏、喬治的師父。視徒弟為自己的兒子(因為這樣使神田為此非常討厭其個性)。
INNOCENCE是裝備型「樂園雕刻（Maker of Eden）」，外型為雕刻用的鑿刀。
行為舉止相當穩重，但似乎是身為藝術家的天性，因此性格有點無哩頭，常不按牌理出牌，同時也帶著感性的一面，遇到傷心的事情時總是會嚎啕大哭。
（Klaud Nine）
配音員：勝生真沙子／植田佳奈〔HALLOW〕（日本）；穆宣名〔HALLOW〕（台灣）
美國人，33歲，身高173cm，體重59kg
11月1日出生，天蠍座，血型B型。
黑教團的驅魔師五元帥之中的唯一女性，前職為馬戲團馴獸師，隨身帶著寄生INNOCENCE的小猴子。
本身並不是INNOCENCE適合者，而是身旁的小猴子才是，但因為是小猴子的馴獸師才獲得職位。
臉上的傷痕據說是小猴子造成的。
使用的INNOCENCE為寄生型對惡魔獸「拉烏‧希敏」。
（Winters Socalo）
配音員：若本規夫／稻田徹〔HALLOW〕（日本）；曹冀魯〔HALLOW〕（台灣）
墨西哥人，40歲，身高205cm，體重126kg
3月18日出生，雙魚座，血型B型。
黑教團的驅魔師五元帥之一，前身為死囚。卡沙·李德、查克·拉朋以及斯曼正是其弟子。
INNOCENCE是裝備型「戲弄狂怒（Madness）」外型是有著圓環狀握柄、能高速轉動的大型雙頭劍。
（Kevin Yeegar）
配音員：川久保潔（日本）
英国出身。89歳。身高166cm。體重55kg
6月23日出生。巨蟹座。血型A型。
元帥中年紀最大者。經常活躍於第一線，被挪亞中代表著「快樂」的帝奇‧米克驅使迪茲吞食其某一器官而受重傷最後不幸身亡（漫畫第44話）。獲救後神智不清，只一直重複著「千年公在尋找心」的話。動畫中是在此前已被蘿特的「夢」發動的心理攻勢損傷心智，漫畫中則沒有提到。
使用的武器是裝備型的鎖鏈，在其死後連同隨身攜帶的INNOCENCE一同遭到諾亞一族破壞。

### 第二使徒
YU / 神田優
詳見「神田優」條目。
ALMA / 阿爾瑪·卡爾瑪（Aruma Karuma）
配音員：淺利遼太、潘惠美〔少年時代〕〔HALLOW〕（日本）；蔣鐵城、石薇〔少年時代〕〔HALLOW〕（台灣）
第二使徒計畫中由黑色教團亞洲支部研究所製造出的人造人，先於神田誕生。與神田優同為世界上僅有的兩位人造使徒（即第二使徒，又稱第二驅魔師），現在的身體是由黑教團所製造，融合了曾經為教團戰鬥而死亡（或失去戰鬥能力）的驅魔師大腦。
性格親切活潑，在怎樣痛苦的遭遇下都可以保持沒心沒肺的笑臉，因此最初受神田討厭。把神田當作最重要的朋友，兩人一起作為現存的實驗體整日接受INNOCENCE同步率實驗，最終與INNOCENCE同步成功。
在神田記憶恢復將被封印時，為了拯救神田而闖入了放置第二驅魔師原軀體的地方，因此獲知了真相，繼而暴走殺光了全部亞洲支部的研究人員。 在決定與神田同歸於盡的時候，被神田殺死並肢解破壞。
後身體被教團收回改造為半惡魔的「第三驅魔師計畫 / 第三使徒計畫」的母胎，唯一一个和恶魔卵核融合成功的人。此后作为母胎無意識的沉睡了九年。
在諾亞襲擊教團約旦陣營的戰爭中，被魔眼之諾亞傳輸了神田優的全部記憶，繼而甦醒。 甦醒後身體同時具有第二驅魔師和惡魔的能力，毀滅了整個北美支部，並一心想殺死神田。在與神田的戰鬥中被亞連參與阻止。後在拉住神田自爆後身體瀕臨消亡。告訴亞連自己就是神田一直在找的「那個人」，因永遠不想讓神田知道真相而必須殺了他。最終同神田一起被亞連傳送到馬蒂爾，與神田的心結解開，說自己仍舊無比怨恨著教團，但靈魂對神田表白後安息。
因身體已被惡魔化，靈魂也如同惡魔一樣被鎖於鎖鏈之中，生前原本是一位女性驅魔師，被亞連的左眼所看清是神田優本體生前的戀人。

### 第三使徒
（Madarao）
配音員：江口拓也（日本）；曹冀魯〔HALLOW〕（台灣）
德國人，20歲。身高179cm，體重60kg。
9月2日出生，處女座，血型A型。
前中央廳戰鬥特殊戰鬥部隊「鴉」
年幼時期與林克及其餘第三使徒為孤兒，後被魯貝利亞撿回中央廳培養成「鴉」。
加入第三使徒計畫，在植入惡魔之卵後成為半惡魔化的第三驅魔師。
後來由於因阿爾瑪·卡爾瑪的失控並被伯爵帶走後而徹底成為惡魔。
（Tokusa）
配音員：齊藤壮馬（日本）；林正騏〔HALLOW〕（台灣）
德國人，19歲。身高178cm，體重67kg。
4月4日出生，牡羊座，血型A型。
前中央廳戰鬥特殊戰鬥部隊「鴉」
年幼時期與林克及其餘第三使徒為孤兒，習慣冷笑，但想拯救世界的心其實比任何人還要強烈，後被魯貝利亞撿回中央廳培養成「鴉」
加入第三使徒計畫，在植入惡魔之卵後成為半惡魔化的第三驅魔師
後來由於因阿爾瑪·卡爾瑪的失控並被伯爵帶走後而徹底成為惡魔。
（Tewaku）
配音員：末柄里恵（日本）；石薇〔HALLOW〕（台灣）
德國人，15歲。身高158cm，體重42kg。
7月9日出生，巨蟹座，血型A型。
前中央廳戰鬥特殊戰鬥部隊「鴉」
年幼時期與林克及其餘第三使徒為孤兒，馬達拉歐的親妹妹，將林克視為哥哥般的仰慕，後被魯貝利亞撿回中央廳培養成「鴉」
加入第三使徒計畫，在植入惡魔之卵後成為半惡魔化的第三驅魔師。
後來由於因阿爾瑪·卡爾瑪的失控並被伯爵帶走後而徹底成為惡魔。

### 科學班
（Komui Lee）
配音員：小西克幸／井上剛〔HALLOW〕（日本）；蔣鐵城〔HALLOW〕（台灣）
黑教團內位高權重的室長，為了其妹利娜莉而進入教團。
中國人，30歲，6月13日出生。
特徵是紫色的側分半長髮（後下方稍捲），戴著眼鏡。
常常因為怠忽職守被利巴·溫漢姆班長追殺，以致於辦公桌上的文件量形成一微妙平衡。科學班的禍亂根源。
有嚴重戀妹情結，所以在睡眠時唯一叫醒他的方法只有在他耳邊說「利娜莉要結婚了」。
有著科學家天才頭腦，但據說其調製之藥劑危險至極到可能致命（eg.科姆他命D）；而且修理與改在INNOCENCE的方法令人不敢恭維。
表面風趣幽默，但私底下為教團盡心盡力，總是說「最辛苦的是驅魔師，而我們能為驅魔師做的僅僅如此⋯⋯」。由於決定一直背負著所有在十字架下犧牲了的東西，因此把所有被犧牲者的名字都背起來。
（Reever Wenhamm）
配音員：置鮎龍太郎／杉田智和〔HALLOW〕（日本）；于正昌〔HALLOW〕（台灣）
澳洲人，27歲。身高185cm，體重75kg。
9月8日出生，處女座，血型A型。
黑教團總部科學第一班班長，擅長專業為數學，化學及語言學。
對於科穆伊室長帶著99%的尊敬以及1%的殺意，常常得放下手邊工作去把翘班的室長抓回辦公室，總是罵科穆伊「卷毛」。
對利娜莉跟亞連就像是可以信賴的兄長那樣，很照顧他們。
喬尼‧吉爾（Johnny Gill）
配音員：坪井志浩／市来光弘〔HALLOW〕（日本）；林正騏〔HALLOW〕（台灣）
美國人，26歲。身高165cm，體重55kg
7月2日出生，巨蟹座，血型A型。
隸屬黑教團總部科學第一班
負責驅魔師們的團服製作，幾乎跟所有的驅魔師關係還不錯。
跟斯曼是棋友，所以當得知斯曼降咎之後感到非常的難過。為了想要協助亞連對抗第14號的記憶，斷而向教團科學班辭職而追上亞連的腳步。

### 亞洲支部
（Bak Chan）
配音員：三木真一郎／羽多野涉〔HALLOW〕（日本）；蔣鐵城〔HALLOW〕（台灣）
黑教團的亞洲支部長，曾祖父為黑教團的開創者之一。
中國人，30歲，身高168cm，體重53公斤
生日11月11日，天蠍座，血型A型。
個性乖張，是個怪人，但是意外地純情，神經緊張，容易起蕁麻疹，收藏許多利娜莉的照片(應該是喜歡利娜莉)。
因為總是戴著帽子所以被支部內的人員懷疑可能有禿頭。具有祖父的魔術師的血統，所以自己的血可以與亞洲支部對外的結界做連結，能夠用血使出「封神」防衛惡魔的攻擊。
（Four）
配音員：富永美衣奈／高森奈津美〔HALLOW〕（日本）；石采薇〔HALLOW〕（台灣）
亞洲支部的守護神。
的曾祖父創造的「守護神」衍生出來的結晶體。身體為亞洲支部的守護結界對外連結的出入口。
外貌像個女孩，具有高強的戰鬥能力，雙手能化成鐮刀，可擬像別人的容貌戲弄目標與敵人。
在艾連的INNOCENCE粒子化之後的休養期間，成為他戰鬥的對手，協助刺激INNOCENCE再次發動。在LEVEL3惡魔侵入亞洲支部時化身為艾連的容貌捨身相救，卻意外成功刺激艾連的INNOCENCE將其形成真正的型態。

### 中央廳
{{nihongo||マルコム＝C＝ルベリエ|Malcom=C=Lvellie}}
配音員：大林隆介／大川透〔HALLOW〕（日本）；曹冀魯〔HALLOW〕（台灣）
中央廳特別監察員的長官，英國人，51歲，身高195cm，體重98kg
1月22日出生，水瓶座B型。自己的言行舉止會讓利娜莉感到恐懼。
自挪亞方舟及眾驅魔師回到總部後，魯貝利亞帶同哈瓦德‧林克對擁有第14號資格的艾連進行異端審問及監察。其本人和家族與赫布勒絲似乎有著聯繫。
（Howard Link）
配音員：岸尾大輔／立花慎之介〔HALLOW〕（日本）；蔣鐵城〔HALLOW〕（台灣）
中央廳監察官，中央廳特殊戰鬥部隊「鴉」
德國人，20歲。身高172cm，體重62kg。
12月29出生日，魔羯座AB型。
負責對艾連進行24小時監視的監察官，同時也是中央廳特殊戰鬥部隊「鴉」的一員。
在亞連因為放走神田與阿爾瑪而被關進監牢，他前往去探視時，受到偽裝成樞機主教的自立型INNOCENCE攻擊一度瀕死。
然而魯貝利亞對外宣稱其已死亡，實則拜託朱‧銘‧張用闇癒蛇治療他，並將他隱藏起來。
現在成為闇癒蛇的持有者，並聽從魯貝利亞的命令潛藏在逃亡中的亞連身邊，以協助第14號。
被隱藏之物 / Apocryphos
配音員：曹冀魯〔HALLOW〕（台灣）
自立型INNOCENCE（不須適合者即可自行行動）
心之INNOCENCE的守衛，平時偽裝成主導教團高層決策的樞機主教。
似乎可以驅使其他INNOCENCE，以及竄改記憶的能力。
對於除了千年伯爵以外的諾亞而言，是如同死神般的存在，不能單獨與之對打。

## 千年伯爵與諾亞一族
千年伯爵（The Millenium Earl）
配音員：瀧口順平／青山穰〔HALLOW〕（日本）；曹冀魯（台灣）
年齡：推斷應該是7000歲以上
國籍：不明
身高：220cm（一般狀態）、188cm（人類狀態）
體重：85kg（一般狀態）、76kg（人類狀態）
生日、血型、星座：不明
興趣：料理、裁縫、做鬼臉
喜歡的東西：唱歌、夕陽、甜的飲料
討厭的東西：鏡子
不可或缺的東西：帽子、千年伯爵外表的那層皮、笑容
為諾亞一族的第1使徒──亞當。
外表肥胖，戴著有月亮造型的高帽，墨鏡下藏有恐怖的金色眼瞳（在回憶與部份場景中千年公有另一姿態，在188回，確認其肥胖的身體是外部偽裝，千年公的本體隱藏在其中，外貌為一名中年大叔，酷似瑪那）。經常持著一把南瓜造型的傘「咧囉」到處漂浮。
以「機械」、「靈魂」、「悲劇」製造出惡魔，會在人們心情極度低落或崩潰時出現在他人的「灰色世界」中，並拿出類似未組裝塑膠模型般的「魔導式軀體」將他人附身其中進而製造惡魔。和惡魔還有挪亞一族一起將世界導向終結。原因為何、年齡、國籍全都不明。對同伴（惡魔、挪亞一族）十分和善，但是生起氣來的樣子也十分可怕。語尾常會有可愛的心型標記作為語助詞，挪亞們對他以「千年公」的暱稱來稱呼。
為挪亞方舟「奏者」的資格者。
在漫畫連載的第219夜中證實其真正身分為瑪那，是由原本的千年伯爵分裂成瑪那與內亞兩個個體之一，為了必須要成為千年伯爵，而把同為分身的親兄弟（內亞）殺死並吞噬掉，但又無法接受自己殺了親兄弟的事實而崩潰並人格分裂，全新的人格說服自己是千年伯爵，否定瑪那跟內亞，並稱之是不存在的人格，來逃避親手殺死兄弟的罪惡感，並把瑪那的人格封印了起來。

### 諾亞一族
（Tyki Mikk）
配音員：森川智之／西田雅一〔HALLOW〕（日本）；陳宏瑋／于正昌〔HALLOW〕（台灣）
年齡：27歲（推測）
國籍：葡萄牙人
身高：188cm　體重：68kg
生日：12月25日（書人的情報）
星座：摩羯座（書人的情報）
血型：O型
興趣：雙面生活、賭博、釣魚、午睡
喜歡的東西：沒有計畫的旅行、血、死亡的氣味
討厭的東西：蘿特的作業、薛里爾的性騷擾、社交圈、INNOCENCE
不可或缺的東西：菸草、帝茲
諾亞一族的第3使徒，13位挪亞之中代表著「快樂」。諾亞記憶的真名是「快樂（喬德 / Joyd）」。
很享受有白與黑（人類與挪亞）兩面的生活，擁有「選擇」的能力，故可以穿越任何物體包括人體或選擇只碰觸特定想觸碰的物底的能力。平時人類姿態的他（白色）和流浪的工人們一起在礦山打工，和討厭人類的蘿特不同，帝奇對人類抱持著好感。化為挪亞一面時的他（黑色）相貌帥氣，但在殺人時卻能感受到異常的快樂。碰到驅魔師的話，在殺害對方後，會奪取對方團服的鈕扣。
漫畫連載的第118夜中，遭到同步率100%的艾連用「神之道化」破壞體內的挪亞的遺傳因子，卻造成體內挪亞失控，能力大幅增強並失去意識，同時打得亞連等人毫無還手之力，後來被及時出現的克勞斯元帥以「斷罪者」反過來一面倒的壓制，最後被千年伯爵救離現場。
據千年伯爵所說在無意識中抑制挪亞。
基於一些尚未解釋的原因，帝奇的外表，除了淚痣以外長得跟第14號一模一樣，本身所繼承的「快樂」諾亞當年似乎跟第14號有過節（第225夜）。
（Sheril Kamelot）
配音員：飛田展男（日本）；林正騏〔HALLOW〕（台灣）
年齡：34歲
國籍：不明（歐洲裔）
身高：189cm　體重：72kg
生日：1月20日
星座：水瓶座
血型：AB型
興趣：跟蘿特說愛你、抱帝奇、將人逼到絕境
喜歡的東西：美麗的東西、短暫飄渺的東西、諾亞一族
討厭的東西：「第14號」、亞連‧沃克、骯髒的東西、蛤蟆子（衛斯理的寵物）、謎團
不可或缺的東西：對妻子所展現的愛情、最心愛的蘿特
諾亞一族的第4使徒，「欲（Desires）」之諾亞，可以操控人體（就像操縱提線木偶）。
為某個國家的外務大臣，利用外務大臣的身分引發戰爭，使千年伯爵製造出更多惡魔。
是的哥哥（似乎是自稱），蘿特‧賈梅托的養父。
超級斗S
據說收養蘿特當女兒是基於個人的喜歡維持美好人類家庭形象的性癖，對此帝奇曾不屑的吐槽。
（Wisely Kamelot）
配音員：保志總一朗（日本）；蔣鐵城〔HALLOW〕（台灣）
年齡：17歲
國籍：英國人
身高：171cm　體重：53kg
生日：2月4日
星座：水瓶座
血型：B型
興趣：窺探他人的大腦、翻垃圾箱、睡覺
喜歡的東西：千年公、跟帝奇釣魚、蝦蟆子
討厭的東西：洗澡、用餐禮儀、運動
不可或缺的東西：千年公製作的治頭痛的藥
諾亞一族第5使徒，13位挪亞之中代表「智」。
能力都和大腦有關，除了能讀取他人的思想，也可直接破壞對方的腦部，但也因此有頭痛的毛病（歷代的「智」都是如此）。
最後一名轉生的挪亞。與其它挪亞不同，智是唯一一個轉生後擁有7000年前記憶、不會受到記憶吞噬困擾的挪亞。
因為無法用魔眼看穿內亞（第14號）究竟要做什麼，對此感到害怕。
（Skinn Bolic）
配音員：三宅健太（日本）；曹冀魯（台灣）
年齡：29歲
國籍：美國人
身高：198cm　體重：101kg
生日：5月9日
星座：金牛座
血型：O型
興趣：吃遍全世界所有的糖果
喜歡的東西：點心屋
討厭的東西：不甜的東西
不可或缺的東西：巧克力
諾亞一族的第8使徒，「怒（Wrath）」之諾亞。
昔日在美國的船廠工作，25歲的秋天覺醒自己為挪亞一族。喜愛吃甜食，故挪亞之間互相稱他為「甜食黨」，對教團的「神」充滿無限的怨恨。
擁有操縱雷的強大力量，把守挪亞方舟內第一道門，與神田一戰後被殲滅。
新的「怒」之諾亞尚未重新轉生。
（Road Kamelot）
配音員：清水愛／近藤唯〔HALLOW〕（日本）；楊凱凱／穆宣名〔HALLOW〕（台灣）
年齡：不明（35年前沒有轉生就是這個模樣）
國籍：不明
身高：148cm　體重：37kg
生日：6月20日
星座：雙子座
血型：B型
興趣：惡作劇、時髦流行、收集可愛的東西
喜歡的東西：與千年公相處的時間、亞連困擾的模樣、諾亞家族
討厭的東西：跟心有關的傢伙、人類
不可或缺的東西：千年公
女孩子、已知有製造穿梭空間的「門」的能力。第一人稱為「僕」，挪亞一族的第9使徒，13位挪亞之中代表著「夢」。
雖然是女孩子，但被譽為挪亞一族的「長子」，和千年伯爵同樣擁有奏者的資格。
天真爛漫的同時，卻對她所討厭的人類極度殘酷。喜歡甜食、千年伯爵、挪亞一族和艾連。興趣是欺負惡魔，常常趁伯爵午睡時把他的隨身傘「咧囉」帶出去。
名義上是的養女。
對亞連單方面有異常高的好感，甚至不顧亞連的意願強吻過亞連。
其諾亞能力為「夢」，真正的本體在夢中，平時的外貌都依靠諾亞的力量頭射出來的形象（好比外表10歲的少女，甚至是布娃娃等等），目前沒有人知道她真正本體的樣貌為何，只要不傷及實體，基本上是不可能被打敗的，甚至連諾亞一族的人也不知道她的實體到底在哪。
在挪亞方舟和拉比一戰，被拉比找出其真身所在後，後隨千年伯爵前往新的方舟。
是在35年前未被殺死的諾亞，可能是諾亞一族中唯一知道35年前真正真相的人，當年跟內亞與瑪那的關係似乎很深。
為了保護艾連被獨立型INNOCENCE-Apocryphos打成重傷在夢的世界療傷中，雖然現在能用諾亞的力量跟衛斯理溝通，但似乎還沒恢復到可以實體化。
（Devit）
配音員：齋賀觀月／米內佑希〔HALLOW〕（日本）
美國人、18歲，身高169cm，體重53kg。
12月21日出生，射手座，血型B型。
拥有将「想象」转化为「現實」的能力。
諾亞一族第10使徒，13位挪亞之中代表著「絆」。
和是。當兩者合而為一便是兩位一體的挪亞（JUSTIN DAVIS）。
原本受千年伯爵之託追殺克勞斯元帥，卻反過來遭到其設計而不得不替克勞斯還清沿路的欠債。
追殺克勞斯元帥至日本的江戶。把守挪亞方舟內第二道門。
克勞斯留下血跡失蹤後被派去追“被隱藏之物Apocryphos”。
（Jasdero）
配音員：森久保祥太郎（日本）
美國人、18歲。
拥有将「想象」转化为「现实」的能力。
諾亞一族第11使徒，13位挪亞之中代表著「絆」。
和是。當兩者合而為一便是兩位一體的挪亞（JUSTIN DAVIS）。
原本受千年伯爵之託追殺克勞斯元帥，卻反過來遭到其設計而不得不替克勞斯還清沿路的欠債。
追殺克勞斯元帥至日本的江戶。把守挪亞方舟內第二道門。
克勞斯留下血跡失蹤後被派去追“被隱藏之物Apocryphos”。
（Lulu Bell）
配音員：小笠原亞里沙（日本）
年齡：24歲（推測）
國籍：法國人
身高：169cm　體重：50kg
生日：2月22日
星座：雙魚座
血型：AB型
興趣：在千年公的膝蓋上睡覺、觀察千年公
喜歡的東西：如飼主般的千年公、千年公的笑容
討厭的東西：千年公悲傷的面龐
不可或缺的東西：從千年公那得到的緞帶跟衣物
諾亞一族第12使徒,13位挪亞之中代表「色」。
能力為「自身變化為世間萬物」，作為人類時是位擁有一頭金髮的美女。
非常忠心千年伯爵，以「主人」為稱呼。
行為舉止間帶有貓的習氣。
在動畫中比漫畫較早登場，負責帶領惡魔進攻黑色教團，奪回製造惡魔的「生成工場」。
漫畫末時常以貓、黑豹等貓科動物的形貌出現。
（Maushyma）
年齡：29歲
國籍：西班牙人
身高：182cm　體重：77kg
生日：8月4日　星座：獅子座
血型：O型
興趣：喝香草茶
喜歡的東西：子供の世話
討厭的東西：吵雜的音樂
不可或缺的東西：太陽眼鏡
諾亞一族第7使徒，挪亞之中代表「恤」。
（Maitora）
年齡、國籍：不明
身高：167cm　體重：55kg
生日：6月9日　星座：雙子座
血型：A型
興趣：照顧老鼠
喜歡的東西：黑暗
討厭的東西：飲食
不可或缺的東西：面具
諾亞一族第13使徒，挪亞之中代表「能」。
諾亞裔族中媲美技術部門的存在，負責方舟、AKUMA魔導軀體以及結界的開發。
諾亞一族的戰鬥服也是他設計並製作的，帶有色氣的設計是他的興趣。
（Toraido）
年齡：18歲
國籍：印度人
身高：176cm　體重：56kg
生日：10月25日　星座：天蠍座
血型：O型
興趣：自然觀察、坐禪
喜歡的東西：辣的料理
討厭的東西：說話、辜負他人
不可或缺的東西：第2使徒的職責
諾亞一族第2使徒，挪亞之中代表「裁」。
諾亞裔族中的裁決者，監視諾亞中是否出現叛徒，並親自處以裁決，在諾亞中是如同死神般的存在。
（Fiedla）
年齡：22歲
國籍：埃及人
身高：180cm　體重：73kg
生日：12月31日　星座：魔羯座
血型：B型
興趣：圖畫日記
喜歡的東西：紙、色鉛筆、漂亮的顏色
討厭的東西：日記被丟掉或不見
不可或缺的東西：第日記本、鉛筆、午睡
諾亞一族第6使徒，「蝕」。
初次登場是在書人與拉比在中國執行任務的時候，把書人與拉比綁架到諾亞這邊來，並在拉比與喬治身上下了寄生蟲。
在拉比身上下寄生蟲是為了協助薛里爾向書人恐嚇並問出關於第14號的事情。
在喬治身上下寄生蟲是為了透過對方來監視黑教團的動向。
是身帶病原體，如同瘟神般的存在，除此之外似乎可以透過寄生蟲來進行監視與通訊。
擅長戰鬥，但性格悠閒散漫。
（The 14th Nea）
配音員：？
年齡：依據紀錄是17歲的時候死亡
國籍：不明
身高：177cm　體重：58kg
生日、星座：不明
血型：和任何一種血型都不符合
興趣：聽風的聲音、彈鋼琴
喜歡的東西：瑪那、迪姆恰比、山茱萸
討厭的東西：口渴、人類
不可或缺的東西：與瑪那的約定
※以上資料出自35年前死亡時的個人檔案。
本名為（Nea D. Campbell）。
與同為千年伯爵的半身，收養他們的養母──卡特琳娜‧伊芙‧康貝爾將他們當作雙胞胎撫養長大。
被諾亞一族戲稱為第14號（他本人非常厭惡這個嘲諷般的綽號），35年前背叛了千年伯爵，殺死了當時除了「夢」以外的所有諾亞，最後被千年伯爵殺死。
克勞斯元帥的說法是，與收養艾連的瑪那‧沃克是親兄弟關係。
初登場曾表示要殺了千年伯爵，並換自己來當，據說這是「和瑪那之間的約定」。
在35年前臨死前將自身的記憶與奏者的資格交給友人──「亞連」，具內亞的說法對方應該就是亞連‧沃克本人才對，但不知為何對方失憶且變年輕又被INNOCENCE寄生（懷疑是INNOCENCE幹的好事）。
行動其實很粗野，但很會算計，甚至透過迪姆的錄像可以完美假扮亞連讓旁人認不出來。

## 其他人物
約翰（Jan）
配音員：三瓶由布子（日本）
英國人、12歲。身高148 cm、體重37 kg 、生日2月3日、O型。
黑教團科學班成員拉塞爾之子。
頭戴護目鏡的褐髮少年。稱呼亞連「排骨」。因為父親的緣故夢想是成為科學家，研發出可秒殺惡魔的武器。武器是自己發明的洋蔥炸彈。好朋友為雷歐。
（Timcanpy）
全身為金色，長有雙翼，長尾和刻有十字樣式。是克勞斯‧馬利安製作的魔偶，會記錄影像的機械人，馬利安將其設計成即使被破壞也能自行修復。
經常跟在艾連身邊（原跟著克勞斯‧馬利安）。會吃東西，外表不斷變大。
似乎曾經是它的主人。
在漫畫連載的第216夜時被獨立型INNOCENCE-Apocryphos給永久破壞。
（Mana Walker） / 瑪那‧D‧康貝爾（Mana D. Campbell）
配音員：立木文彥 / 青山穰（日本）；曹冀魯〔HALLOW〕（台灣）
年齡：不明
國籍：不明
身高：188cm　體重：76kg
生日、星座：不明
血型：沒有符合的血型
興趣：遙望夕陽、做鬼臉、裁縫
喜歡的東西：好像有很多但想不起來
討厭的東西：悲傷
不可或缺的東西：「亞連」、「不要停下腳步，繼續前進」這句話
（以上是依據亞連記憶的轉述）
亞連的養父。本名為瑪那‧D‧康貝爾（Mana D. Campbell），有著一雙美麗的金色眼瞳。
是─的雙胞胎哥哥，在第14號諾亞背叛千年伯爵後兩人展開逃亡生活。
在死後記憶似乎產生了偏差，一直以為自己與弟弟失散於是成為流浪藝人展開旅行。
死亡時年紀為47歲。
其大衣的袖扣與奏者樂譜上的紋章一模一樣，同樣紋章亦曾出現在蘿特與帝奇的皮鞋鞋底。
第219夜證實為現任千年伯爵，並與內亞同為千年伯爵的分身。第220夜過去的他殺死了內亞。其餘相關設定詳見千年伯爵。
（Caterina Eve Campbell）
年齡：不明
國籍：英國人
身高：166cm　體重：46kg
生日：9月8日　星座：處女座
血型：B型
興趣：騎馬、唱歌、種植家庭菜園
喜歡的東西：瑪那根內亞、柯內莉亞（山茱萸）
討厭的東西：憎恨的事物
不可或缺的東西：歌唱、笑臉、愛情
瑪那與內亞的養母，認識最初的千年伯爵，奏者資格的歌是她所唱的搖籃曲，有一個叫做賽拉斯的弟弟。

## 腳註

### 出典
1. 1 2 3 4 5 6  星野桂.  6. 東立出版社. 2005-12-30: 第42頁. ISBN 986-11-7790-6.
2. ↑  城崎火也（日语：城崎火也）; 星野桂. . 東立出版社. 2008-09-11. ISBN 978-986-10-2189-8.
3. 1 2 3 4 5 6 7 8  星野桂.  6. 東立出版社. 2005-12-30: 第60頁. ISBN 986-11-7790-6.
4. ↑  星野桂. .  26. 東立出版社. 2019-05-15. ISBN 978-957-26-2888-1.
5. ↑  城崎火也; 星野桂. . 東立出版社. 2011-05-12. ISBN 978-986-10-7800-7.